# Auxon (Haute-Saône)
Auxon, auch Auxon-lès-Vesoul genannt, ist eine Gemeinde im französischen Département Haute-Saône in der Region Bourgogne-Franche-Comté.

## Geographie
Auxon liegt auf einer Höhe von 238 m über dem Meeresspiegel, etwa sieben Kilometer nördlich der Stadt Vesoul (Luftlinie). Das Dorf erstreckt sich im zentralen Teil des Departements, im Norden des Beckens von Vesoul, am Ruisseau des Fourches in der Talniederung des Bâtard.
Die Fläche des 12,51 km² großen Gemeindegebiets umfasst einen Abschnitt im Bereich des Beckens von Vesoul. Der südliche Teil des Gebietes wird von der weiten Talniederung des Bâtard eingenommen, die durchschnittlich auf 230 m liegt. Sie weist eine Breite von ungefähr 1,5 Kilometern auf und wird überwiegend landwirtschaftlich genutzt. Unterhalb von Auxon nimmt der Bâtard von rechts den Dorfbach Ruisseau des Fourches auf und entwässert das Gebiet nach Süden zum Durgeon. Im Südosten wird die Grenze durch die Waldhöhe des Bois la Dame (285 m) markiert.
Gegen Nordwesten steigt das Gelände allmählich an. Das Plateau wird durch die Talniederung des Ruisseau des Fourches und seiner Seitenbäche untergliedert. Im Norden erstreckt sich das Gemeindeareal in das ausgedehnte Forstgebiet des Bois d'Auxon, in dem mit 339 m die höchste Erhebung von Auxon erreicht wird. In geologisch-tektonischer Hinsicht besteht das Gelände aus einer Wechsellagerung von sandig-mergeligen und kalkigen Sedimenten der unteren Jurazeit.
Zu Auxon gehören neben dem eigentlichen Ort mehrere Weiler und Gehöfte:
- Gressoux (302 m) auf dem Plateau am Südrand des Bois d'Auxon
- La Postey (277 m) am westlichen Talhang des Ruisseau des Fourches am Südrand des Bois d'Auxon

Nachbargemeinden von Auxon sind Provenchère und Breurey-lès-Faverney im Norden, Flagy im Osten, Villeparois und Pusy-et-Épenoux im Süden sowie Bougnon im Westen.

## Geschichte
Im Mittelalter gehörte Auxon zur Freigrafschaft Burgund und darin zum Gebiet des Bailliage d’Amont. Der Erzbischof von Besançon unterstellte die Kirche von Auxon 1216 dem Priorat Saint-Nicolas du Marteroy in Vesoul. Das Dorf bildete den Mittelpunkt einer kleinen Herrschaft, die im 15. Jahrhundert in Abhängigkeit vom Hause Neuchâtel geriet. Zusammen mit der Franche-Comté gelangte Auxon mit dem Frieden von Nimwegen 1678 definitiv an Frankreich. Zu einer Gebietsveränderung kam es im Jahr 1807, als Gressoux (1806: 113 Einwohner) nach Auxon eingemeindet wurde. Heute ist Auxon Mitglied des Gemeindeverbandes Terres de Saône.

## Sehenswürdigkeiten
Die Dorfkirche Saint-André in Auxon wurde im 19. Jahrhundert neu erbaut. Nahe bei der Kirche steht ein Herrschaftssitz aus dem 16. Jahrhundert mit einem Rundturm. Ebenfalls sehenswert sind das Château de Saramboz, die Eremitage Saint-Laurent, eine ehemalige Kapelle aus dem 16. und 17. Jahrhundert sowie das überdachte Lavoir, das einst als Waschhaus und Viehtränke diente. In Gressoux befindet sich ein weiteres Schloss.

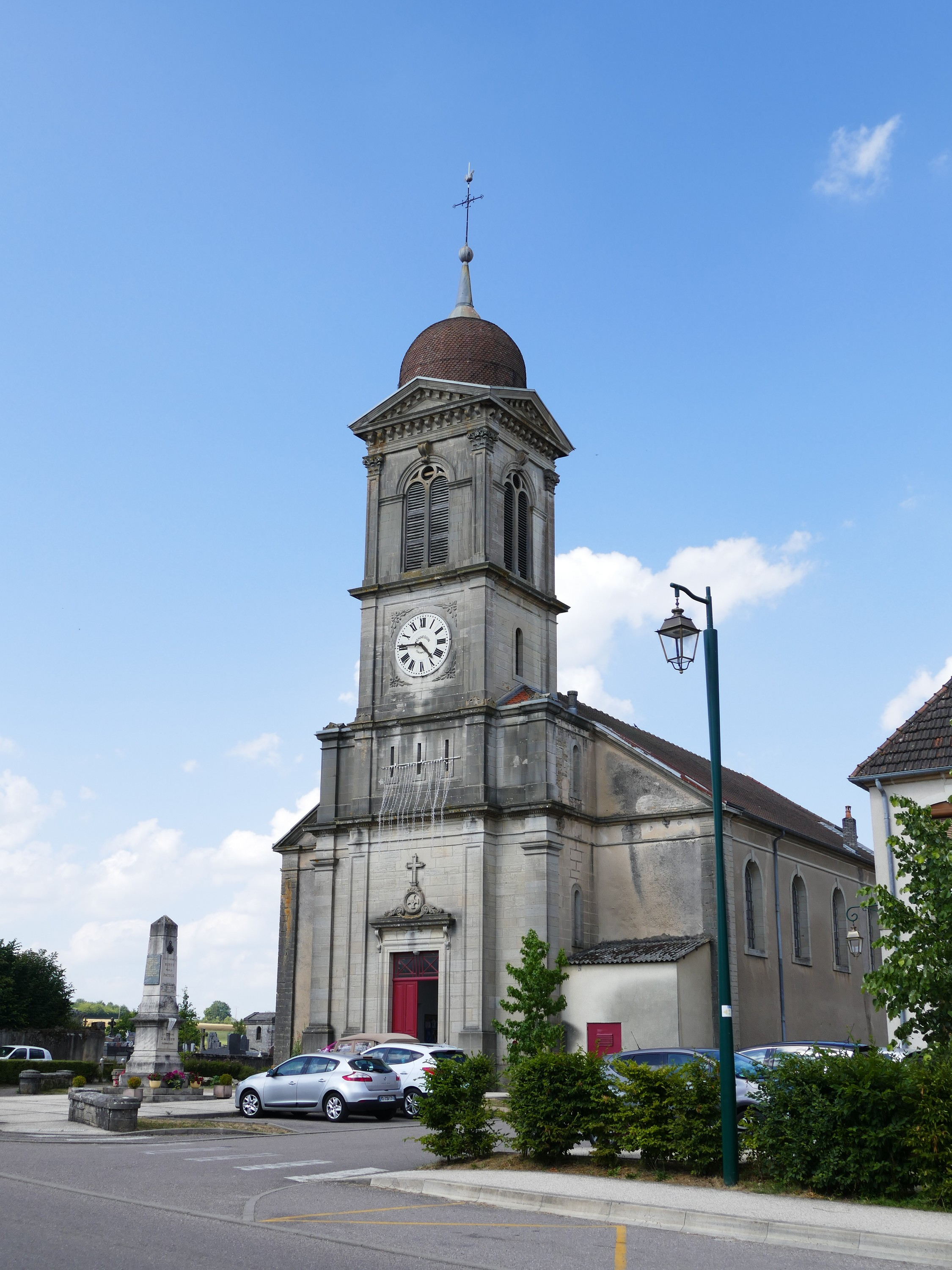
Kirche Saint-André
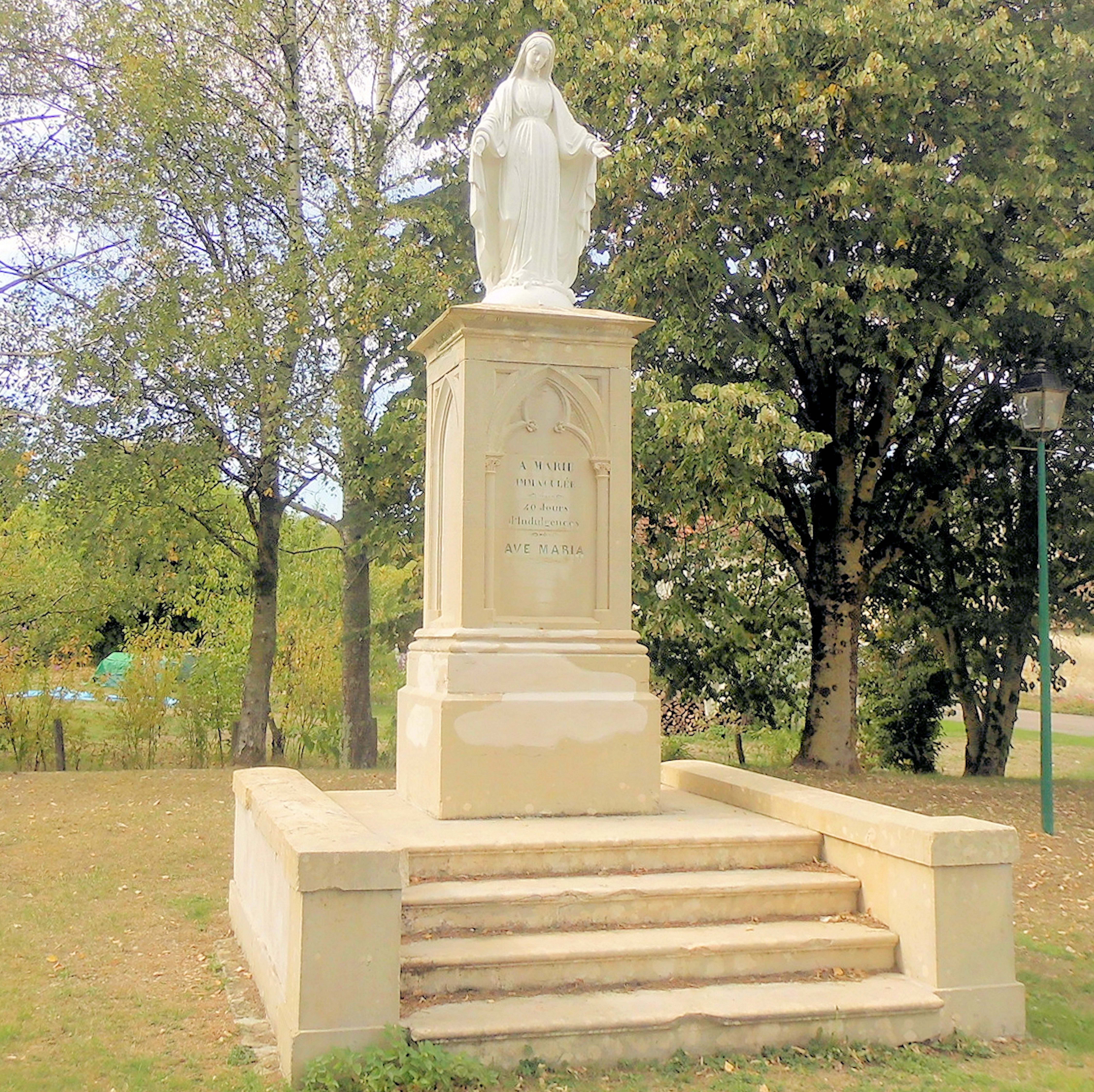
Marienstatue
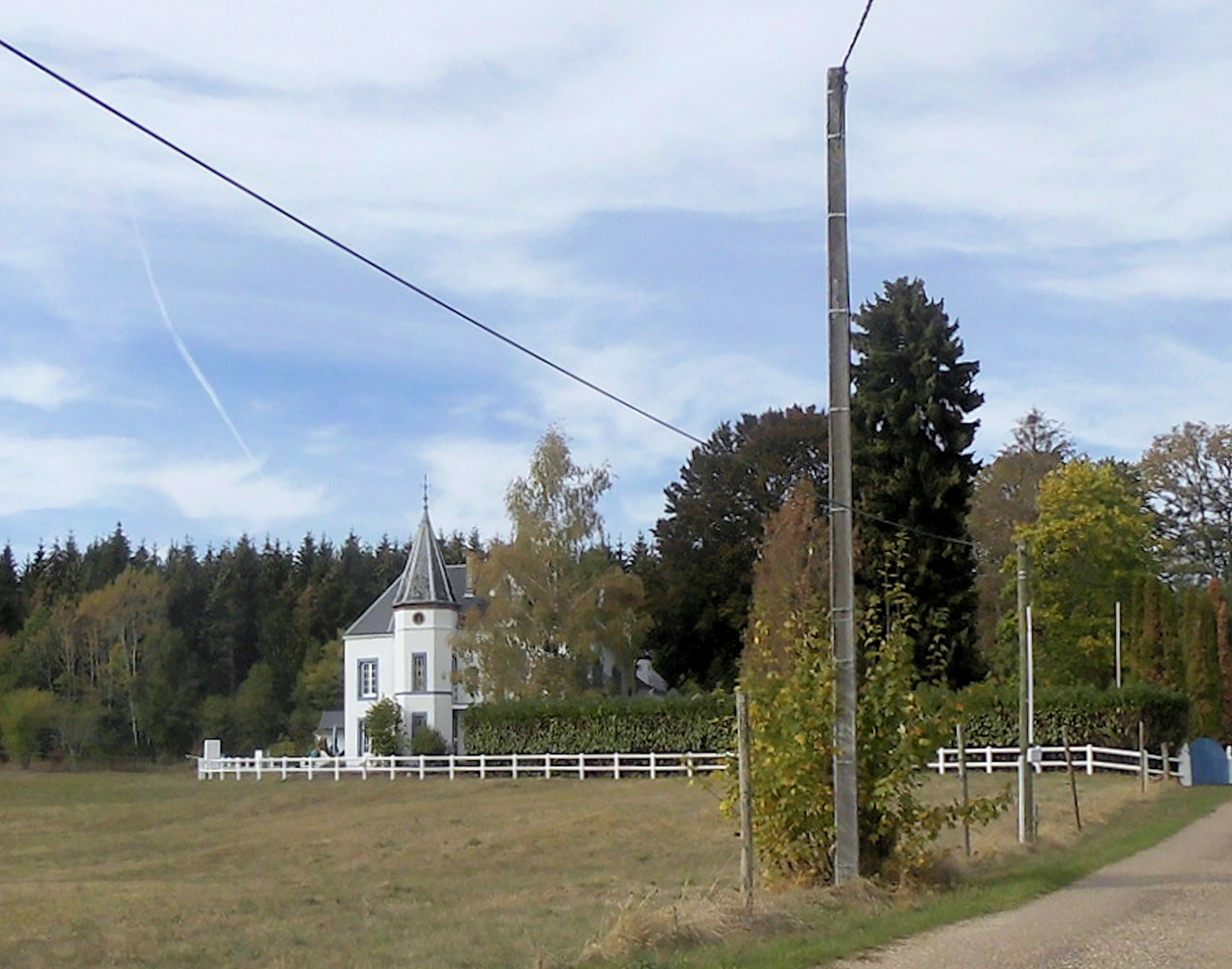
Château de Saramboz
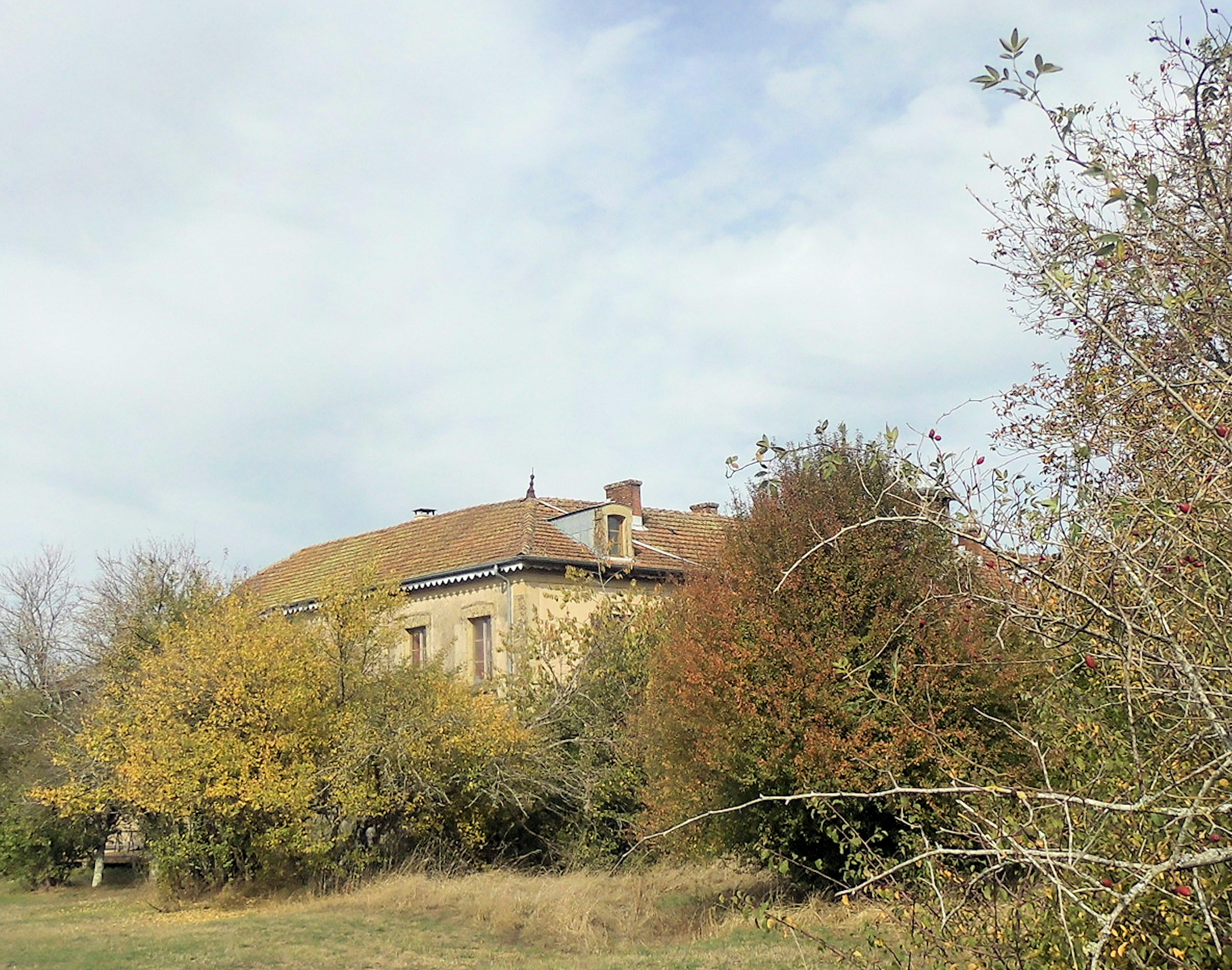
Château de Gressoux
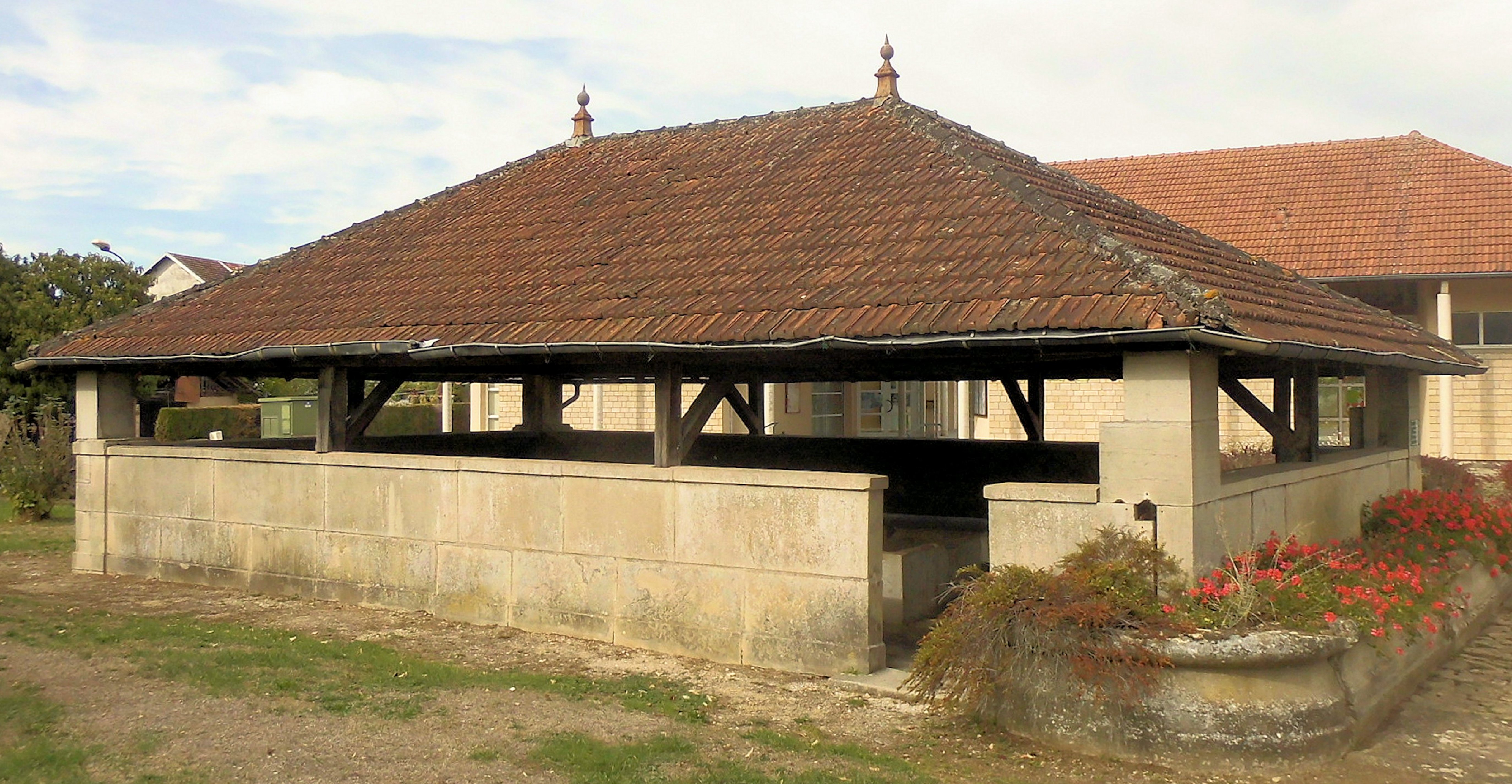
Lavoir

## Bevölkerung
| Jahr                       | 1962 | 1968 | 1975 | 1982 | 1990 | 1999 | 2010 | 2020 |
| Einwohner                  | 262  | 261  | 332  | 390  | 369  | 399  | 432  | 403  |
| Quellen: Cassini und INSEE |      |      |      |      |      |      |      |      |

Mit 402 Einwohnern (1. Januar 2022) gehört Auxon zu den kleineren Gemeinden des Départements Haute-Saône. Nachdem die Einwohnerzahl in der ersten Hälfte des 20. Jahrhunderts deutlich abgenommen hatte (1886 wurden noch 449 Personen gezählt), wurde seit Beginn der 1970er Jahre wieder ein Bevölkerungswachstum verzeichnet.

## Wirtschaft und Infrastruktur
Auxon war bis weit ins 20. Jahrhundert hinein ein vorwiegend durch die Landwirtschaft (Ackerbau, Obstbau und Viehzucht) und die Forstwirtschaft geprägtes Dorf. Heute gibt es einige Betriebe des lokalen Kleingewerbes, darunter ein Unternehmen des Metallbaus. In den letzten Jahrzehnten hat sich das Dorf zu einer Wohngemeinde gewandelt. Viele Erwerbstätige sind deshalb Wegpendler, die in der Agglomeration Vesoul ihrer Arbeit nachgehen.
Der Ort liegt abseits der größeren Durchgangsachsen an einer Departementsstraße, die von Vesoul nach Conflans-sur-Lanterne führt. Eine weitere Straßenverbindung besteht mit Bougnon.